# Herbert Bauch
Herbert Bauch (* 18. Mai 1957 in Berlin) ist ein ehemaliger deutscher Boxer. Er gewann bei der Weltmeisterschaft 1978 und bei den Olympischen Spielen 1980 jeweils eine Bronzemedaille im Halbschwergewicht.

## Werdegang
Der Berliner Herbert Bauch begann als Jugendlicher mit dem Boxen. Er war schon im Juniorenbereich erfolgreich und wurde Mitglied des TSC Berlin. 1975 trat der 1,82 Meter große Athlet erstmals in Erscheinung, als er bei einem Junioren-Länderkampf DDR gegen Polen in Cottbus Grzegorz Skrzecz durch technischen KO in der 1. Runde besiegte.
1976 startete er erstmals bei der DDR-Meisterschaft der Senioren, verlor aber als 19-jähriger relativ unerfahrener Kämpfer gegen  den erfahrenen WM-DrittenBernd Wittenburg vom SC Dynamo Berlin durch Abbruch in der 2. Runde. Im Jahr 1977 wurde er erstmals DDR-Meister im Mittelgewicht mit einem Punktsieg über Harald Büsch vom SC Traktor Schwerin. Bei der Europameisterschaft 1977 in Halle (Saale) kam er aber nicht zum Einsatz, weil die Verbandsführung noch einmal auf Bernd Wittenburg vertraute.
1978 gelang es Herbert Bauch DDR-Meister im Halbschwergewicht zu werden. Er besiegte dabei Peter Watzke vom SC Traktor Schwerin nach Punkten (5:0). Nach dem Rücktritt von Bernd Wittenburg und Ottomar Sachse Ende 1977 erhielt er dann aber einen Startplatz bei der Weltmeisterschaft 1978 in Belgrad. Im Halbschwergewicht zeigte er dabei hervorragende Leistungen und besiegte den US-Amerikaner Martin Elmer durch Abbruch in der 1. Runde und Costica Chiracu aus Rumänien nach Punkten. Im Halbfinale traf er auf Tadija Kačar aus Jugoslawien, gegen den er im Hexenkessel von Belgrad nach Punkten verlor. Er gewann damit gleich bei seinem ersten Start bei einer internationalen Meisterschaft eine Bronzemedaille.
1979 startete er auch bei der Europameisterschaft in Köln. Er verlor dort aber gleich seinen ersten Kampf im Achtelfinale gegen Kurt Seiler aus der Bundesrepublik Deutschland nach Punkten, wobei diese Niederlage mit 2:3 Richterstimmen recht knapp ausfiel. Vor diesen Europameisterschaften hatte Herbert Bauch beim Chemie-Pokal in Halle (Saale) einen schönen Erfolg gefeiert. Er besiegte dort nämlich im Halbfinale den zur absoluten Weltelite zählenden Sixto Soria aus Kuba nach Punkten und schlug im Finale Michael Seefeldt aus der DDR durch Abbruch in der 2. Runde.
1980 wurde Herbert Bauch auch bei den Olympischen Spielen in Moskau eingesetzt. Im Halbschwergewicht besiegte er dort Boschidar Iwanow aus Bulgarien nach Punkten (5:0) und wurde KO-Sieger in der 2. Runde über Geoffrey Pike aus Australien. Damit hatte er das Halbfinale erreicht und damit bereits eine olympische Bronzemedaille gewonnen. Bei dieser Medaille blieb es dann auch, denn im Halbfinale verlor er gegen Slobodan Kačar aus Jugoslawien durch Abbruch in der 2. Runde.
Aus dem Jahre 1981 sind von Herbert Bauch nur noch wenige Ergebnisse bekannt. Er wurde in der DDR von Ralf Nebrig abgelöst. Ab 1982 taucht er in keiner Ergebnisliste mehr auf, so dass davon ausgegangen werden muss, dass Herbert Bauch Ende des Jahres 1981, obwohl erst 24 Jahre alt, seine Laufbahn beendete. Gründe hierfür sind nicht bekannt.

## Internationale Erfolge
| Jahr | Platz  | Wettbewerb                                   | Gewichtsklasse | |
| 1976 | 2.     | Chemie-Pokal in Halle (Saale)                | Mittel         | nach einer Abbruch-Niederlage i.d. 2. Runde gegen Bernd Wittenburg, DDR |
| 1977 | 2.     | Gryf Szczecinski-Turnier in Stettin          | Mittel         | nach einer Punktniederlage im Finale gegen Wjatscheslaw Kuschnarjew, UdSSR |
| 1978 | 3.     | TSC-Turnier in Berlin                        | Halbschwer     | hinter Hermenegildo Báez, Kuba u. Michael Seefeldt, DDR |
| 1978 | 3.     | WM in Belgrad                                | Halbschwer     | mit einem KO-Sieg i.d. 1. Runde über Martin Elmer, USA, einem Abbruch-Sieg i.d. 3. Runde über Costica Chiracu, Rumänien u. einer Punktniederlage geen Tadija Kačar, Jugoslawien              |
| 1979 | 1.     | Chemie-Pokal in Halle (Saale)                | Halbschwer     | mit einem Punktsieg im Halbfinale über Sixto Soria aus Kuba u. einem Abbruch-Sieg i.d. 2. Runde im Finale über Michael Seefeldt, DDR                                                         |
| 1979 | 9.     | EM in Köln                                   | Halbschwer     | nach einer Punktniederlage im Achtelfinale gegen Kurt Seiler, BRD (2:3) |
| 1979 | 3.     | TSC-Turnier in Berlin                        | Halbschwer     | hinter Giorgica Donici, Rumänien u. Pal Totka, Ungarn |
| 1980 | 2.     | Chemie-Pokal in Halle (Saale)                | Halbschwer     | nach einer Punktniederlage im Finale gegen Hermenegildo Báez, Kuba |
| 1980 | 1.     | Intercup in Karlsruhe                        | Halbschwer     | mit einem Abbruch-Sieg i.d. 3. Runde im Finale über Tommy Taylor, England |
| 1980 | Bronze | Olympische Sommerspiele 1980/Boxen in Moskau | Halbschwer     | mit einem Punktsieg über Boschidar Iwanow, Bulgarien, einem KO-Sieg i.d. 2. Runde über Geoffrey Pike, Australien u. einer Abbruch-Niederlage i.d. 2. Runde gegen Slobodan Kačar, Jugoslawien |
| 1981 | 2.     | Chemie-Pokal in Halle (Saale)                | Halbschwer     | nach einer kampflosen Niederlage im Finale gegen Ralf Nebrig, DDR |

## Länderkämpfe
| Jahr | Ort         | Begegnung                            | Gewichtsklasse | Ergebnis                                             |
| 1975 | Cottbus     | DDR Junioren gegen Polen Junioren    | Mittel         | T.KO-Sieg i.d. 1. Runde über Grzegorz Skrzecz        |
| 1976 | Bukarest    | Rumänien Junioren gegen DDR Junioren | Mittel         | Punktniederlage gegen Teodor Pirjol                  |
| 1976 | Krakau      | Polen Junioren gegen DDR Junioren    | Mittel         | Abbruch-Sieg i.d. 2. Runde über Ryszard Pasiewicz    |
| 1976 | Potsdam     | DDR gegen Bulgarien                  | Mittel         | Punktniederlage gegen Ilja Angelow                   |
| 1977 | Erfurt      | DDR gegen Polen                      | Halbschwer     | Abbruch-Niederlage i.d. 1. Runde gegen Paweł Skrzecz |
| 1978 | Sofia       | Bulgarien gegen DDR                  | Halbschwer     | Punktniederlage gegen Boschidar Iwanow               |
| 1979 | Schwerin    | DDR gegen Uganda                     | Halbschwer     | KO-Sieger i.d. 1. Runde über Abubeker Semuyanja      |
| 1979 | Crystal Bay | USA gegen DDR                        | Halbschwer     | Punktsieger über Bernard Benton                      |
| 1980 | Schwerin    | DDR gegen USA                        | Halbschwer     | kampfloser Sieger über Tony Tucker                   |
| 1980 | Gera        | DDR gegen Bulgarien                  | Halbschwer     | Abbruch-Sieger i.d. 1. Runde über Boschidar Iwanow   |
| 1981 | Dessau      | DDR gegen Polen                      | Halbschwer     | Punktniederlage gegen Janusz Czerniszewski           |

## DDR-Meisterschaften
| Jahr | Platz | Gewichtsklasse | Ergebnis                                                                            |
| 1976 | 2.    | Mittel         | Abbruch-Niederlage i.d. 2. Runde im Finale gegen Bernd Wittenburg, SC Dynamo Berlin |
| 1977 | 1.    | Mittel         | Punktsieger im Finale über Harald Büsch, SC Traktor Schwerin                        |
| 1978 | 1.    | Halbschwer     | Punktsieger im Finale über Peter Watzke, SC Traktor Schwerin                        |
| 1980 | 3.    | Halbschwer     | hinter Frank Kobsik, ASK Vorwärts Frankfurt (Oder) u. Ralf Nebrig, SC Dynamo Berlin |